# Liste der Kulturgüter in Bregaglia
Die Liste der Kulturgüter in Bregaglia enthält alle Objekte in der Gemeinde Bregaglia im Kanton Graubünden, die gemäss der Haager Konvention zum Schutz von Kulturgut bei bewaffneten Konflikten, dem Bundesgesetz vom 20. Juni 2014 über den Schutz der Kulturgüter bei bewaffneten Konflikten sowie der Verordnung vom 29. Oktober 2014 über den Schutz der Kulturgüter bei bewaffneten Konflikten unter Schutz stehen.
Objekte der Kategorien A und B sind vollständig in der Liste enthalten, Objekte der Kategorie C fehlen zurzeit (Stand: 13. Oktober 2021).

## Kulturgüter
| Foto |                                                                                      | Objekt | Kat. | Typ | Standort                                         | Beschreibung            |
| ---- | ------------------------------------------------------------------------------------ | --- | ---- | --- | ------------------------------------------------ | ----------------------- |
| ja   | Datei hochladen · Wikidata zu Palazzo Salis (Q3890804)                               | Palazzo Salis mit Garten / Palazzo Salis con giardino KGS-Nr.: 02878 | A    | G   | Bondo, Via da Mezz 12 762845 / 133761            |                         |
| ja   | Datei hochladen · Wikidata zu Nossa Donna Castelmur (Q2001625)                       | Reformierte Kirche Nossa Donna / Chiesa riformata di Nossa Donna KGS-Nr.: 02879 | A    | G   | Bondo, Nossa Donna 6 763446 / 134219             |                         |
| ja   | Datei hochladen · Wikidata zu Cas'Alta (Q29479675)                                   | Cas’Alta KGS-Nr.: 03289 | A    | G   | Soglio, Plazza 1 761716 / 134463                 | Cas’Alta auf Bild links |
| ja   | Datei hochladen · Wikidata zu Palazzo Castelmur (Q2047519)                           | Schloss Kastelmur / Castello Castelmur KGS-Nr.: 03312 | A    | G   | Stampa, Coltura 51 765030 / 134632               |                         |
| ja   | Datei hochladen · Wikidata zu Casa Antonio (Q19969304)                               | Haus Antonio mit Gärten / Casa Antonio con giardini KGS-Nr.: 09269 | A    | G   | Via Foppa 3 761794 / 134478                      |                         |
| ja   | Datei hochladen · Wikidata zu Haus Battista (Hotel Palazzo Salis) (Q19969286)        | Haus Battista (Hotel Palazzo Salis) / Casa Battista (Hotel Palazzo Salis) KGS-Nr.: 09270 | A    | G   | Soglio, Plazza 2 761734 / 134476                 |                         |
| ja   | Datei hochladen · Wikidata zu Haus Mezzo mit Stall (Q29479673)                       | Haus Mezzo mit Stall / Casa di Mezzo con stallazzo KGS-Nr.: 09271 | A    | G   | Soglio, Plazza 4 761771 / 134477                 |                         |
| ja   | Datei hochladen · Wikidata zu Burg Castelmur (Q1011332)                              | Castelmur / Müraia, spätrömische Raststätte und mittelalterliche Festungsanlage / Castelmur / Müraia, stazione viaria tardo-romana, Fortezza e sbarramento fortificato medievale KGS-Nr.: 09612 | A    | F   | Bondo, Turisch 763340 / 134400                   |                         |
| ja   | Datei hochladen · Wikidata zu Alte Brücke über die Maira (Q29784548)                 | Alte Brücke über die Mera / Vecchio ponte sulla Maira KGS-Nr.: 02880 | B    | G   | Promontogno, Sottoponte 763025 / 134162          |                         |
| ja   | Datei hochladen · Wikidata zu Reformierte Kirche S. Martino (Q2137018)               | Reformierte Kirche San Martino / Chiesa riformata di San Martino KGS-Nr.: 02881 | B    | G   | Bondo, Plazza d’Zura 5 762890 / 133630           |                         |
| BW   | Datei hochladen · Wikidata zu Palazzo Cortini (Q29784564)                            | Palazzo Cortini KGS-Nr.: 02882 | B    | G   | Bondo, Plazza d’Zura 3 762915 / 133655           |                         |
| BW   | Datei hochladen · Wikidata zu (Q29784554)                                            | Haus Spargnapani / Casa Spargnapani KGS-Nr.: 02898 | B    | G   | Castasegna, Via Principale 53–55 760017 / 133540 |                         |
| ja   | Datei hochladen · Wikidata zu Villa Garbald (Q29784576)                              | Villa Garbald mit Garten / Villa Garbald con giardino KGS-Nr.: 02899 | B    | G   | Castasegna, Via Principale 9 759841 / 133470     |                         |
| ja   | Datei hochladen · Wikidata zu Reformierte Kirche Soglio (Q1760992)                   | Evangelisch-Reformierte Kirche San Lorenzo / Chiesa evangelica riformata San Lorenzo KGS-Nr.: 03291                                                                                             | B    | G   | Soglio, Sott-Pare 761710 / 134350                |                         |
| ja   | Datei hochladen · Wikidata zu Museum Ciäsa Granda (Q27479875)                        | Ciäsa Granda KGS-Nr.: 03316 | B    | G   | Stampa, Strada Cantonale 102 765620 / 134665     |                         |
| ja   | Datei hochladen · Wikidata zu Casa Perico (Q29784562)                                | Haus Perico / Casa Perico KGS-Nr.: 03317 | B    | G   | Maloja, Isola 25 776849 / 142735                 |                         |
| ja   | Datei hochladen · Wikidata zu Maloja Palace (Q1887665)                               | Hotel Maloja Palace KGS-Nr.: 03318 | B    | G   | Maloja, Strada Cantonale 424 773840 / 141915     |                         |
| ja   | Datei hochladen · Wikidata zu Schweizerhaus (Q29784573)                              | Schweizerhaus KGS-Nr.: 03319 | B    | G   | Maloja, Strada Cantonale 360 773560 / 141550     |                         |
| ja   | Datei hochladen · Wikidata zu Bridge on the Maira (Q29784568)                        | Brücke über die Mera / Ponte sulla Maira KGS-Nr.: 03320 | B    | G   | Stampa, Samarovan 765630 / 134750                |                         |
| ja   | Datei hochladen · Wikidata zu Kirchenruine San Gaudenzio (Q1743230)                  | San Gaudenzio, mittelalterliche Kirchen- und Hospizruine / San Gaudenzio, ruderi della chiesa e ospizio medievale KGS-Nr.: 03398                                                                | B    | F   | Casaccia 771839 / 140600                         |                         |
| ja   | Datei hochladen · Wikidata zu Albergo Corona (già Castelmur) (Q29784546)             | Gasthof Corona (ehemals Castelmur) / Albergo Corona (già Castelmur) KGS-Nr.: 03399 | B    | G   | Vicosoprano, Via Principale 81 767985 / 135637   |                         |
| BW   | Datei hochladen · Wikidata zu Reformierte Kirche S. Trinità (Vicosoprano) (Q2137019) | Reformierte Kirche Santa Trinità / Chiesa riformata di Santa Trinità KGS-Nr.: 03404 | B    | G   | Vicosoprano, Plazza 7 768067 / 135550            |                         |
| ja   | Datei hochladen · Wikidata zu La Torr (Vicosoprano) (Q29784561)                      | La Torr (Salis) KGS-Nr.: 03406 | B    | G   | Vicosoprano, Strada Principale 767950 / 135580   |                         |
| ja   | Datei hochladen · Wikidata zu Ponte di San Cassiano, Vicosoprano (Q29784566)         | San Cassiano-Brücke über die Mera / Ponte di San Cassiano sulla Maira KGS-Nr.: 03408 | B    | G   | Vicosoprano, San Cassiano 767940 / 135690        |                         |
| ja   | Datei hochladen · Wikidata zu Senvelenturm (Q2271452)                                | Vogthaus und Rundturm mit Archiv / Pretorio e torre rotonda con archivio KGS-Nr.: 03409 | B    | G   | Vicosoprano, Strada Principale 768000 / 135649   |                         |
| ja   | Datei hochladen · Wikidata zu Ehemaliger Kursaal (Q29784559)                         | Ehemaliger Kursaal / Già Kursaal KGS-Nr.: 10060 | B    | G   | Stampa, Strada Cantonale 119–121 765680 / 134735 |                         |
| ja   | Datei hochladen · Wikidata zu Atelier Segantini (Q29784551)                          | Atelier Segantini KGS-Nr.: 10807 | B    | G   | Stampa, Via Giovanni Segantini 3 773519 / 141560 |                         |
| ja   | Datei hochladen · Wikidata zu Reformierte Kirche San Giorgio (Q1332909)              | Reformierte Kirche San Giorgio mit Friedhof / Chiesa evangelica di San Giorgio con cimiterio KGS-Nr.: 10808                                                                                     | B    | G   | Borgonovo, Strada Cantonale 158 766369 / 135079  |                         |
| ja   | Datei hochladen · Wikidata zu Reformierte Kirche San Pietro (Q1566106)               | Reformierte Kirche San Pietro mit Umgebung / Chiesa evangelica di San Pietro con cimiterio KGS-Nr.: 10809                                                                                       | B    | G   | Stampa, San Pietro 5 764729 / 134525             |                         |
| ja   | Datei hochladen · Wikidata zu Haus «Cunvent» (Q29784552)                             | Casa Cunvent KGS-Nr.: 10841 | B    | G   | Casaccia, Via Ruina 4 771293 / 140215            |                         |
| ja   | Datei hochladen · Wikidata zu Museum Ciäsa Granda (Q27479875)                        | Museo Ciäsa Granda KGS-Nr.: 17076 | B    | S   | Stampa, Strada Cantonale 102 765620 / 134665     |                         |